# Lycée Guez-de-Balzac
Le lycée Guez-de-Balzac est le plus ancien établissement secondaire de l'agglomération angoumoisine. Il se situe place Beaulieu dans le centre historique d'Angoulême où son imposante architecture néo-classique en fait un élément important du patrimoine architectural de la cité.

## Histoire et architecture
C'est au XVIe siècle que François Ier crée l'université d'Angoulême qui deviendra aux XVIIe et XVIIIe siècles un collège tenu par les Jésuites. À cette époque, l'école compte parmi ses élèves Jean-Louis Guez de Balzac.

### Implantation et construction du bâtiment initial
Le lycée actuel est l’héritier de l’ancien collège situé en face de l’évêché. À la fin du XVIIIe siècle, l'établissement décline et ne compte qu'entre 20 et 30 élèves en 1789. En 1799, les bâtiments de l’abbaye de Beaulieu, situés à l’extrémité du promontoire rocheux deviennent des biens nationaux et sont attribués à l’« école centrale ».
Le Collège communal du Premier Empire devient Collège royal en 1840. La décision est alors prise de construire un nouveau bâtiment situé à l’emplacement actuel, sur la place Beaulieu, face au rempart. Ce bâtiment néo-classique est l’œuvre de Paul Abadie père, la chapelle néo-romane construite en 1862 est l'oeuvre de son fils. Les bâtiments de Beaulieu sont rénovés jusqu’en 1846 sous la direction de cet architecte, l'école et ses élèves sont provisoirement transférés à l’école de la marine (site de l'actuelle gare SNCF).

### Le lycée impérial
L'établissement devient lycée puis lycée impérial en 1852 ; au sommet de la grande porte d'entrée figure encore l'ancienne inscription.
L’école accueille plus d’élèves grâce aux agrandissements successifs. De 1863 à 1878, une nouvelle chapelle est bâtie. Le lycée est achevé dans son état actuel en 1879. Le lycée compte cinq cours intérieures : la cour d'honneur ; la cour dite des marronniers qui donne sur l'actuelle maison des lycéens et le CDI ; la cour de la chapelle ; la cour du gymnase ; la cour de la demi-pension.

### Le lycée républicain
Pendant la Première Guerre mondiale, l'établissement est en partie réquisitionné. Avec 167 « morts pour la France », le lycée Guez-de-Balzac illustre les sacrifices consentis par la nation pendant la Grande Guerre. Le lycée continue de se développer sous la IIIe République sans rien perdre de ses traditions : jusqu'aux années 30, les journées sont rythmées par les roulements du tambour ; les élèves portent une blouse noire ou grise, pour les professeurs c'est un habit strict. Ce mode de vie, bien que blâmé par certains, confère à l’école son identité et sa réputation. Les premières élèves filles apparaissent dans les années 1930.
La scolarité d’une durée de sept ans, de la 6e à la Terminale, débouche sur le baccalauréat à l’issue de la classe de philosophie ou de mathématiques élémentaires.
En 1962, Le lycée prend le nom de « Guez de Balzac ». Des rénovations importantes sont entreprises dans les années 1970 et 1980.

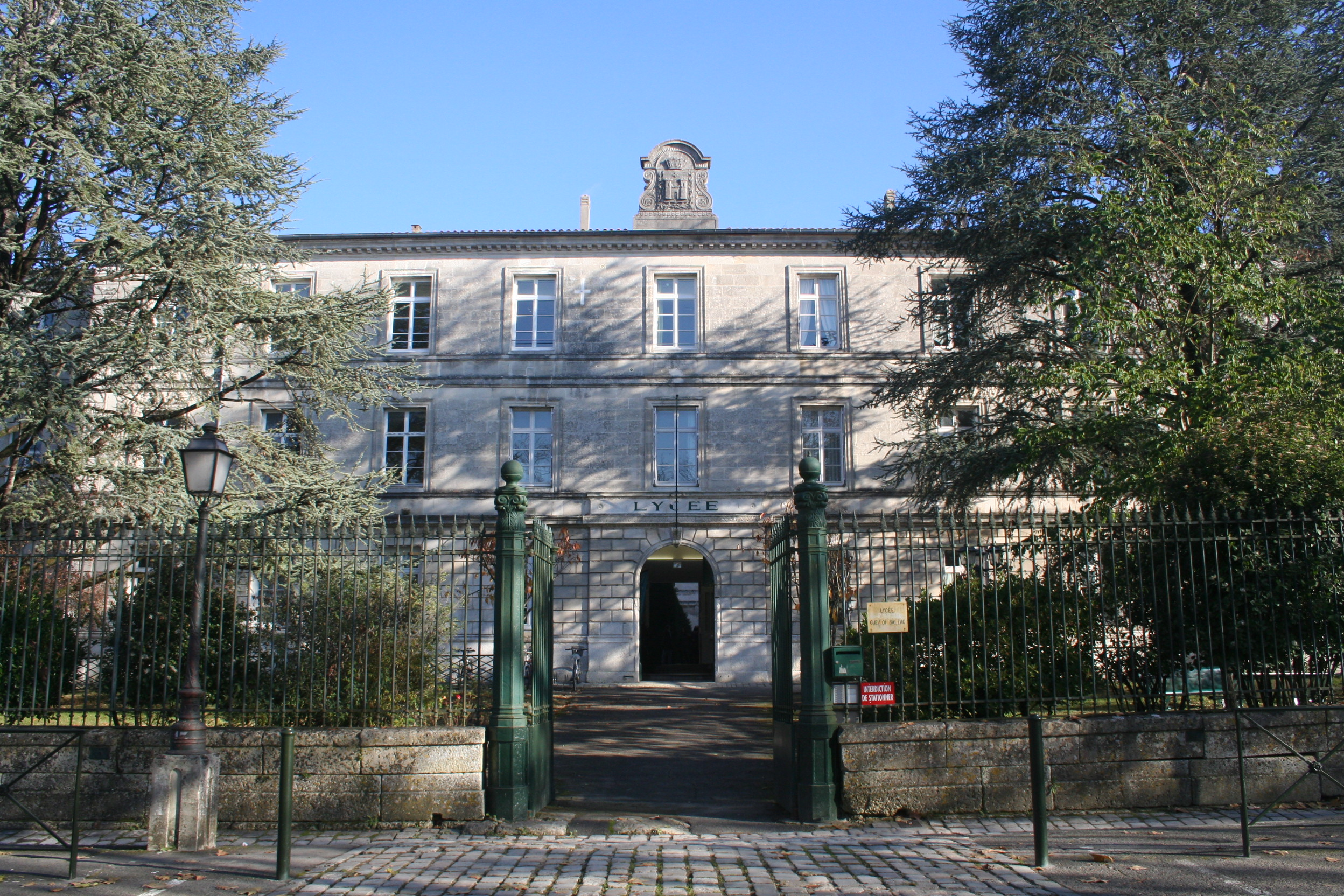
Entrée du Lycée Guez de Balzac
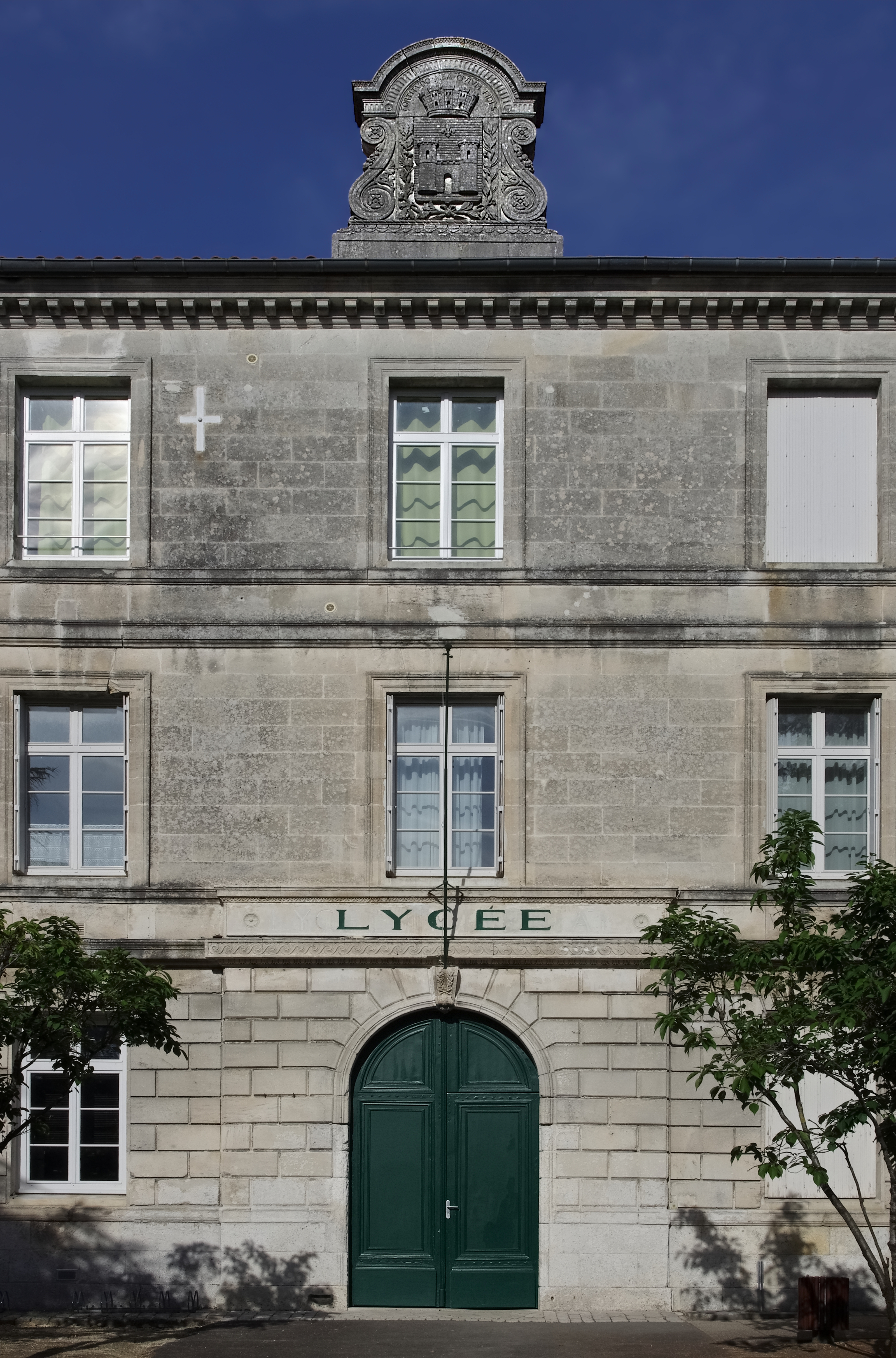
L'entrée principale
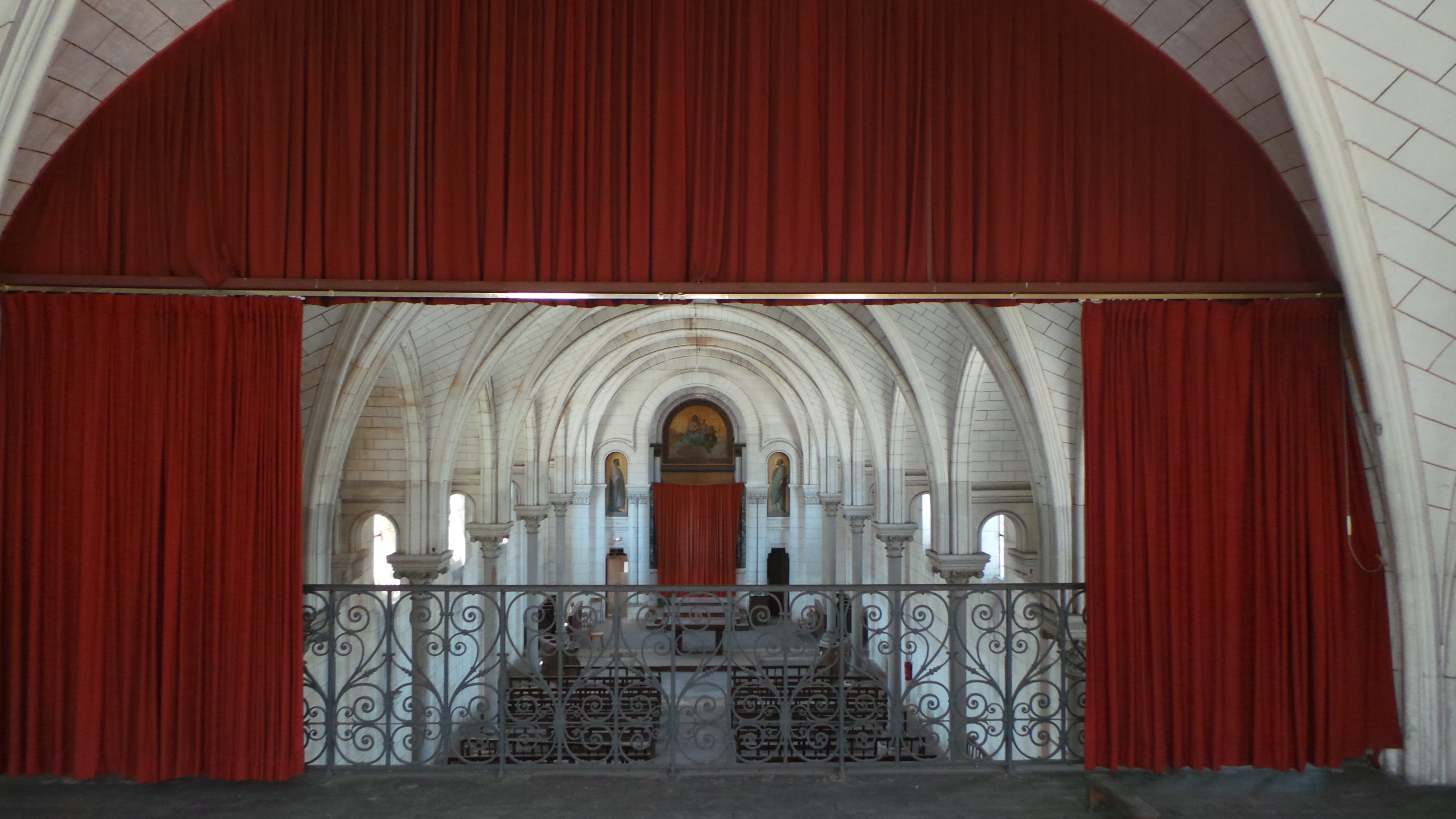
Vue intérieure de la chapelle
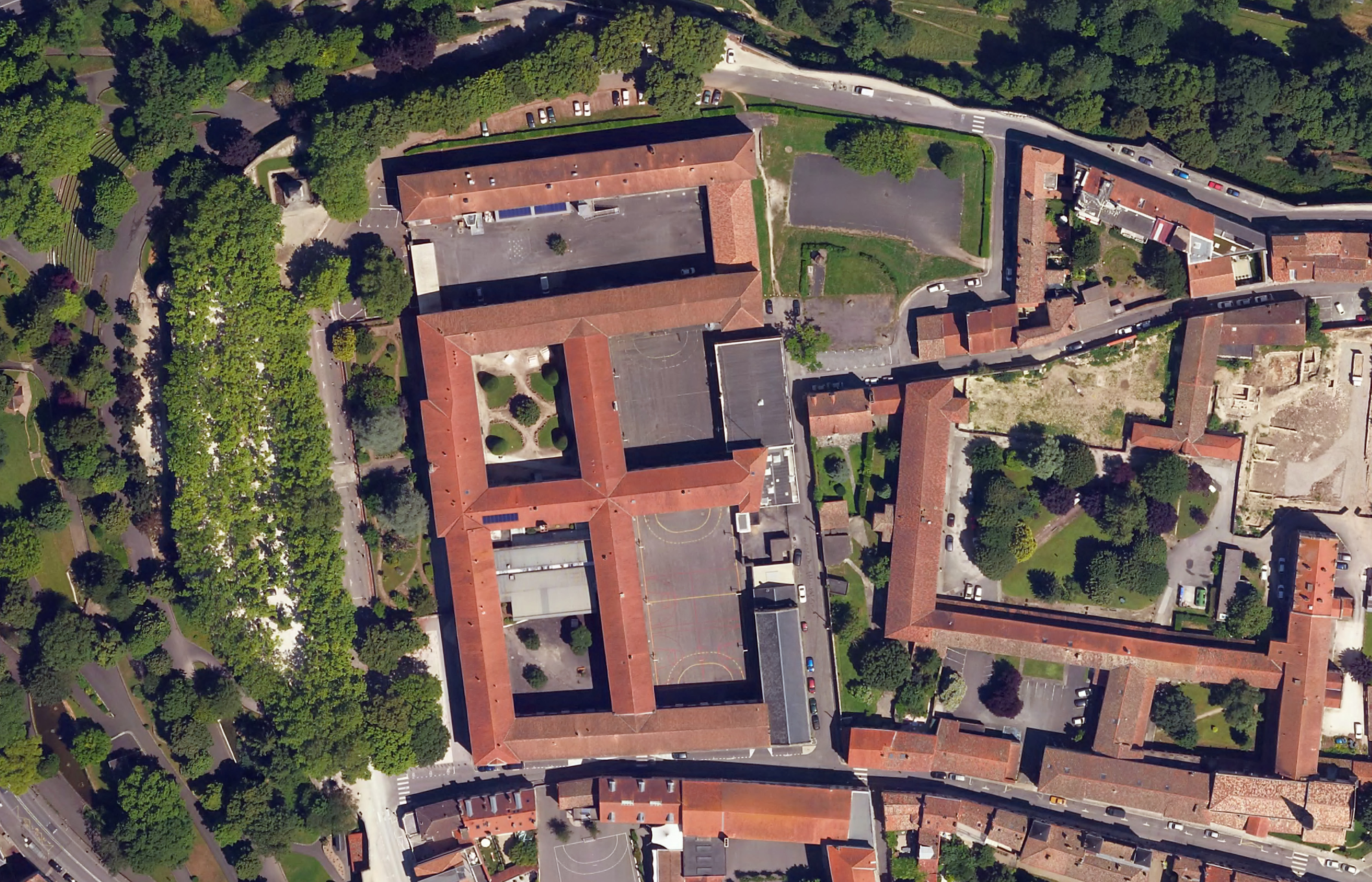
Vue aérienne du lycée

## Le lycée aujourd'hui

### Enseignements
Le lycée propose les filières générales L (langues et littérature), ES (sciences économiques et sociales) et S (sciences), la filière technologique STMG (sciences et technologies du management et de la gestion) et deux classes préparatoires littéraires aux grandes écoles.
À la rentrée 2014, le lycée compte 97 professeurs et accueille 1 241 élèves : 461 élèves de seconde, 374 élèves de première, 336 élèves de terminale et 70 étudiants en CPGE. 
Ce lycée comporte également un internat (173 internes pour l'année scolaire 2014-2015). Le budget annuel d'un tel établissement est de l'ordre de 356 000 €[réf. nécessaire].
Les structures pédagogiques du lycée en 2015 :
- 13 classes de Seconde générale et technologique
- 11 classes de Première générale et technologique
- 11 classes de Terminale générale et technologique
- 2 C.P.G.E littéraires (hypokhâgne et khâgne)

Les langues vivantes enseignées sont l'allemand, l'anglais, le chinois, l'espagnol, l'italien et le russe. Les langues anciennes grecque et latine sont aussi proposées.
En classe de seconde, plusieurs enseignements d’exploration sont proposés : Littérature et société ; Méthodes et pratiques scientifiques (MPS) ; Sciences et laboratoire (SL) ; Sciences économiques et sociales (SES) ; Principes fondamentaux de l’économie et de la gestion (PFEG) ; Arts du son ; Patrimoine ; Langues et cultures de l’antiquité ; Langue vivante 3.
L'enseignement de la musique est très développé ("option légère" dans toutes les filières générales et "option lourde" en filière L). Une grande salle de musique est mise à la disposition des élèves ainsi que des instruments (piano, guitare...), des box de musique insonorisés le sont aussi.

### Les C.P.G.E
Le lycée propose deux classes préparatoires aux grandes écoles (CPGE) accueillant 85 étudiants environ en lettres supérieures (hypokhâgne) et première supérieure (khâgne). Ces classes préparent  notamment au concours de l'École normale supérieure de Lyon et à toutes les formations de la BEL (Banque d'épreuves littéraires comprenant : écoles de commerce, instituts d'études politiques, CELSA, Ecole du Louvre...). Elle dispose de conventions avec plusieurs IEP (Rennes, Aix, Bordeaux) ainsi qu'avec l'université de Poitiers.
La CPGE du lycée Guez de Balzac dispose de trois spécialités : lettres modernes, histoire-géographie et, depuis la rentrée 2015, études cinématographiques.

### Classements des CPGE
Le classement national des classes préparatoires aux grandes écoles (CPGE) se fait en fonction du taux d'admission des élèves dans les grandes écoles.
En 2017, L'Étudiant  :
| Prépas littéraires option langues sciences humaines \| Ecole intégrée \| 2016 \| 2015 \| 2014 \| 2013 \| 2012 \| Moyenne sur 5 ans \| \| ---------------------------------------------------------------------------------------------------- \| ------------- \| ------------- \| ------------- \| ------------ \| ------------- \| ----------------- \| \| ENS Lyon (LSH) \| 0,0 % (0/30) \| 0,0 % (0/34) \| 0,0 % (0/16) \| 0,0 % (0/15) \| 0,0 % (0/16) \| 0,0 % \| \| Moyenne nationale \| 3,2 % \| 3,2 % \| 3,4 % \| 3,3 % \| 3,5 % \| 3,3 % \| \| ENS Lyon (LSH) + Top 5 ESC \| 0,0 % (0/30) \| 0,0 % (0/34) \| 0,0 % (0/16) \| 0,0 % (0/15) \| 6,3 % (1/16) \| 0,9 % \| \| Moyenne nationale \| 4,7 % \| 5,1 % \| 5,3 % \| 5,3 % \| 5,3 % \| 5,1 % \| \| ENS-LSH, Celsa, Esit, Isit, Ismapp, Dauphine, Masters ENS, 9 IEP, écoles de commerce BCE et Ecricome \| 16,7 % (5/30) \| 17,6 % (6/34) \| 12,5 % (2/16) \| 6,7 % (1/15) \| 31,3 % (5/16) \| 17,1 % \| \| Moyenne nationale \| 17,7 % \| 20,4 % \| 19,2 % \| 20,8 % \| 18,2 % \| 19,3 % \| |               |               |               |              |               |                   |
| Ecole intégrée | 2016          | 2015          | 2014          | 2013         | 2012          | Moyenne sur 5 ans |
| --- | ------------- | ------------- | ------------- | ------------ | ------------- | ----------------- |
| ENS Lyon (LSH) | 0,0 % (0/30)  | 0,0 % (0/34)  | 0,0 % (0/16)  | 0,0 % (0/15) | 0,0 % (0/16)  | 0,0 %             |
| Moyenne nationale | 3,2 %         | 3,2 %         | 3,4 %         | 3,3 %        | 3,5 %         | 3,3 %             |
| ENS Lyon (LSH) + Top 5 ESC | 0,0 % (0/30)  | 0,0 % (0/34)  | 0,0 % (0/16)  | 0,0 % (0/15) | 6,3 % (1/16)  | 0,9 %             |
| Moyenne nationale | 4,7 %         | 5,1 %         | 5,3 %         | 5,3 %        | 5,3 %         | 5,1 %             |
| ENS-LSH, Celsa, Esit, Isit, Ismapp, Dauphine, Masters ENS, 9 IEP, écoles de commerce BCE et Ecricome | 16,7 % (5/30) | 17,6 % (6/34) | 12,5 % (2/16) | 6,7 % (1/15) | 31,3 % (5/16) | 17,1 %            |
| Moyenne nationale | 17,7 %        | 20,4 %        | 19,2 %        | 20,8 %       | 18,2 %        | 19,3 %            |

## Activités annuelles proposées par le lycée
Outre les activités liées à l'UNSS, le lycée compte un club théâtre et une chorale. La Maison des Lycéens (MDL) accueille les élèves et propose des ateliers photographie et BD.
Chaque année, le tremplin lycéen permet aux élèves musiciens de se faire connaître. Pendant l'année scolaire 2014-2015, le lycée a accueilli le groupe vocal féminin Misses Swing dans le cadre d'une résidence d'artistes proposée par la région Poitou-Charentes.
Le carnaval du lycée Guez de Balzac instauré pour remplacer le Père Cent a lieu le dernier vendredi qui précède les vacances de printemps. Les cours de l'après-midi sont alors banalisés afin qu'élèves et personnels puissent se déguiser et participer à l'élection du plus beau déguisement.

## Résultats et classement
En 2015, 97 % des élèves inscrits au baccalauréat par le Lycée Guez-de-Balzac ont obtenu leur diplôme (en séries générales et technologiques STMG).
Selon un classement qui s'établit sur plusieurs critères (taux de réussite au bac, proportion d'élèves de première qui obtient le bac en ayant fait les deux dernières années de leur scolarité dans l'établissement, et "valeur ajoutée" calculée à partir de l'origine sociale des élèves, de leur âge et de leurs résultats au diplôme national du brevet), le lycée est, en 2015, 2e sur 10 au niveau départemental, 8e sur 53 au niveau de la région Poitou-Charentes et 419e sur 2302 au niveau national.
S'agissant des classes préparatoires aux grandes écoles et des résultats de l'année scolaire 2016-2017, une élève de khâgne a été admise à l'École Normale Supérieure de Lyon. Trois élèves inscrits en khâgne ont été admis à Sciences Po. Trois élèves en hypokhâgne et khâgne ont été reçus au concours de l'École du Louvre. Deux élèves en hypokhâgne ont réussi le concours commun première année de Sciences Po.

### Prix spéciaux
En avril 2017, le lycée Guez-de-Balzac reçoit le premier prix d'un concours national sur le harcèlement scolaire, des mains du président de la République et de la ministre de l'Éducation nationale,.

## Rayonnement

### Anciens élèves
- Le docteur Jean-Baptiste Bouillaud, né à Garat (à 8 kilomètres d'Angoulême) en 1796, a été élève au collège impérial. Devenu médecin, comme son oncle Jean Bouillaud, il a fait des recherches sur les troubles du langage, et a aussi décrit le lien entre les rhumatismes articulaires et les troubles cardiaques (maladie de Bouillaud). Il est mort à Paris en 1881.
- Armand Fallières (1841-1931), président de la IIIe République de 1906 à 1913, a fait ses études au lycée.
- Ludovic Trarieux est né à Aubeterre-sur-Dronne en 1840 dans une famille aisée. Avocat et homme politique français, il est le fondateur et premier président de la Ligue française pour la défense des droits de l'homme et du citoyen. Il est aussi le père du romancier et dramaturge Gabriel Trarieux.
- Sylvain Eugène Raynal, né le 3 mars 1867 à Bordeaux, a fait ses études au lycée avant de devenir officier dans l'armée française. Il commence la Première Guerre mondiale à la tête du 7e régiment de tirailleurs algériens, puis s'est illustré en commandant le Fort de Vaux. Il est mort le 13 janvier 1939 à Boulogne-Billancourt.
- Jean Tharaud et Jérôme Tharaud (1874-1953), écrivains, sont nés à Saint-Junien dans la Haute-Vienne, mais ont été scolarisés au lycée d'Angoulême. En 1938, Jérôme Tharaud est élu à l’Académie française.
- Pierre Albert-Birot, est né à Angoulême le 22 avril 1876. Poète, sculpteur, peintre, typographe et homme de théâtre, il décède à Paris le 25 juillet 1967. Il est notamment l'auteur de Grabinoulor.
- Claude Roy (1915-1997), journaliste et écrivain.
- Le résistant René Chabasse, né le 9 avril 1921 en Dordogne, a grandi à Bouex puis devient élève au lycée de la place Beaulieu à Angoulême en 1939. Il est mort le 21 février 1944 à Angoulême tué par un soldat allemand.
- Jean-François Tournepiche, paléontologue et conservateur du musée d'Angoulême.
- Maryline Martin, est née à Angoulême. Autrice, elle est venue présenter ses ouvrages dans l'établissement où elle a effectué sa scolarité de la 6ème à la Terminale.

### Anciens professeurs
- Albert Cassagne (1869-1916), écrivain et professeur de lettres au lycée en 1896-1897. Son nom est inscrit au Panthéon parmi les 560 écrivains morts au combat pendant la Première Guerre mondiale.

### Films tournés au Lycée
La série Code Lyoko Évolution, prolongement de la série animée de France 4 et Canal J. a été tournée dans le lycée, ainsi que des téléfilms comme Changement de cap ou encore  Mourir d'aimer de Josée Dayan  avec Muriel Robin.

### Mise en valeur du patrimoine

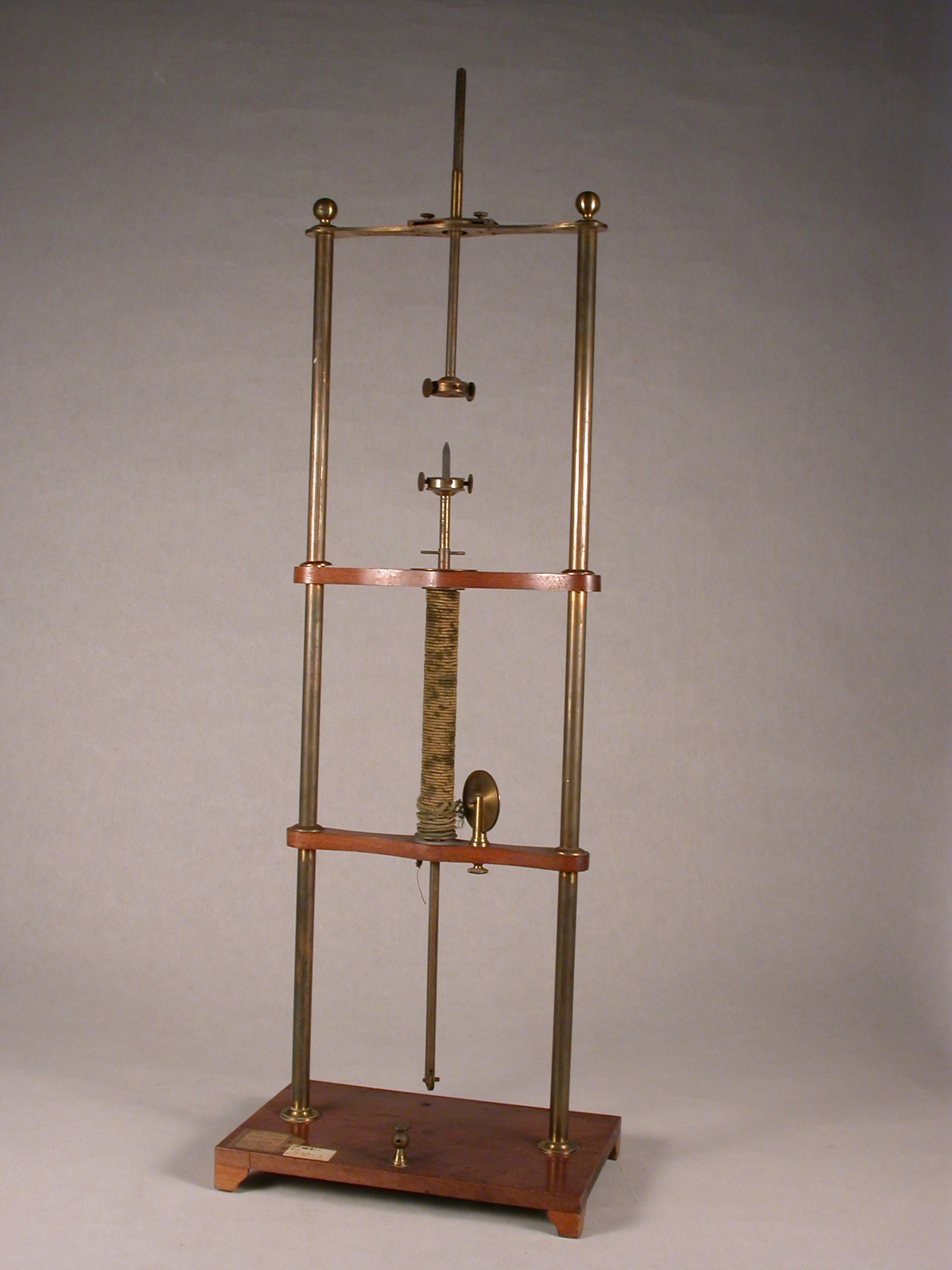
Régulateur Archereau

Le lycée présente deux collections patrimoniales : une collection de sciences naturelles et une collection d'instruments de physique.
L'association des amis du patrimoine de Guez a été fondée en octobre 2003 pour mettre en valeur et faire connaître le patrimoine architectural mais aussi scientifique du lycée Guez-de-Balzac.